# Eliot Feld
Eliot Feld (Brooklyn, 5 luglio 1942) è un coreografo, ballerino e attore statunitense.

## Biografia
Eliot Feld nacque a Brooklyn, figlio dell'agente di viaggio Alice Posner e dell'avvocato Benjamin Noah Feld. Feld studiò all'High School of Performing Arts e danza alla School of American Ballet. Già bambino, Feld fece il suo debutto nella prima de Lo schiaccianoci con le coreografie di George Balanchine. Nel 1958, all'età di sedici anni, fece il suo esordio a Broadway con il musical West Side Story, in cui recitava il ruolo di Baby John, un ruolo che tornò ad interpretare anche nell'adattamento cinematografico del 1961 per la regia di Jerome Robbins e Robert Wise. Feld tornò a recitare in West Side Story anche nel primo tour statunitense del 1959 e in un revival di Broadway del 1964, questa volta nel ruolo di Moose. Durante la gioventù, Feld recitò anche in altri musical, tra cui I Can Get It Four You Wholesale e Fiddler on the Roof.
Dopo aver danzato per qualche anno con l'American Ballet Theatre, nel 1967 lasciò la compagnia per fondarne una propria, l'American Ballet Company (o Feld Company). Da allora, Feld coreografò 147 balletti sia per la propria compagnia che per l'American Ballet Theatre, la Juilliard School, il Boston Ballet, l'English National Ballet, il National Ballet of Canada, il New York City Ballet, il Balletto Reale Danese, il balletto reale svedese, il Royal Winnipeg Ballet, il San Francisco Ballet e la compagnia di Mikhail Baryshnikov. Nel 2001 coreografò il musical di Leonard Bernstein (già autore di West Side Story) On The Town a Central Park. Per la sua attività da coreografo ha ricevuto la Guggenheim Fellowship nel 1969 e un dottorato onorario dalla Juilliard School nel 1991.
Feld è dichiaratamente omosessuale.

## Filmografia parziale
- West Side Story, regia di Robert Wise e Jerome Robbins (1961)

## Doppiatori italiani
- Corrado Pani in West Side Story